# Нават Ефремлянин
Нават Ефремлянин (евр. Небат; 3Цар. 11:26 и др.) — ветхозаветный персонаж из колена Эфраима (ефремлянин), из города Цареды; отец будущего царя Иеровоама (евр. Иеробеам), первого правителя Северного Израильского царства, — после возмущения колен (около 935 года до н. э.). Именем Навата был назван его внук, сын и преемник Иеровоама.
Женой Навата и матерью Иеровоама была Церуа, впоследствии овдовевшая.